# Notturno indiano
Notturno indiano is een in 1984 gepubliceerde roman van Antonio Tabucchi, die in 1989 verfilmd is door Alain Corneau als Nocturne indien.
Het verhaal gaat over een man die in India op zoek is naar zijn verdwenen vriend. Hij reist door het land en ondervraagt iedereen die zijn vriend ontmoet zou kunnen hebben. Toch lijkt het er al snel op dat hij in werkelijkheid iets anders zoekt, namelijk zijn eigen identiteit. Middels de zoektocht naar "zijn vriend" probeert hij een verloren deel van zichzelf terug te vinden.
"Het zoeken", een vaak terugkerend thema in Tabucchi's werk, staat dus ook in deze roman centraal. De verborgen kant van de realiteit, eveneens een belangrijk element van Tabucchi's poëtica, hangt samen met deze zoektocht: Notturno indiano kan geïnterpreteerd worden als een queeste naar een verborgen kant van de persoonlijkheid. De roman laat zien dat ons meestal maar een deel van de werkelijkheid getoond wordt, waardoor de waarheid verborgen blijft. Fragmenten van waarheid manifesteren zich alleen wanneer het onbewuste de vrije loop wordt gelaten, zoals in dromen of hallucinaties.
Notturno indiano heeft zoals vele van Tabucchi's werken een open einde. De hoofdpersoon vindt zijn vriend (of zichzelf), maar tegelijk ook weer niet...: ze zien elkaar, maar willen of kunnen elkaar niet bereiken.